# Fernando Rapallini
Fernando Rapallini (La Plata, 1978. április 28. –) argentin nemzetközi labdarúgó-játékvezető.

## Pályafutása

### Nemzeti játékvezetés
Rapallini 2011 óta vezet mérkőzéseket az argentin élvonalban; első élvonalbeli mérkőzése 2011. június 19-én egy Godoy Cruz–All Boys találkozó volt.

#### Nemzeti kupamérkőzések

##### Argentin kupa
2017-ben és 2022-ben is ő vezette az argentin kupadöntőt. 

##### Argentin szuperkupa
2013-ban és 2018-ban is ő vezette az argentin szuperkupadöntőt.

### Nemzetközi játékvezetés
Rapallini 2014 óta FIFA nemzetközi játékvezető. Első válogatott mérkőzése 2015. június 6-án egy Chile–Salvador (1–0) barátságos mérkőzés volt. 

#### Világbajnokság
Rapallini a 2022-es labdarúgó-világbajnokságon három mérkőzésen fújta a sípot; ő vezette a Marokkó–Horvátország (0–0) és a Szerbia–Svájc (2–3) csoportmérkőzéseket, valamint a Marokkó–Spanyolország (0–0, h.u. 3–0) nyolcaddöntőt.

##### 2022-es világbajnokság
| Időpont            | Helyszín  | Mérkőzés típusa | Mérkőzés              | Eredmény       |
| ------------------ | --------- | --------------- | --------------------- | -------------- |
| 2022. november 23. | Al-Hor    | Csoportkör      | Marokkó-Horvátország  | 0–0            |
| 2022. december 2.  | Doha      | Csoportkör      | Szerbia-Svájc         | 2–3            |
| 2022. december 6.  | Al-Rajján | Nyolcaddöntő    | Marokkó-Spanyolország | 0–0 (h.u. 3–0) |

#### Copa América
A 2019-es Copa Américan ő vezette a Peru-Brazília (0–5) csoportmérkőzést.

##### 2019-es Copa América
| Időpont          | Helyszín  | Mérkőzés típusa | Mérkőzés      | Eredmény |
| ---------------- | --------- | --------------- | ------------- | -------- |
| 2019. június 22. | São Paulo | Csoportkör      | Peru–Brazília | 0–5      |

#### Európa-bajnokság
A 2020-as labdarúgó-Európa-bajnokságon Rapallini lett az első nem európai játékvezető az Európa-bajnokságok történetében aki mérkőzést vezethetett. Rapallini három mérkőzést vezetett a tornán; ő volt a játékvezetője az Ukrajna–Észak-Macedónia (2–1) és a Horvátország-Skócia (3–1) csoportmérkőzéseknek, valamint a Franciaország–Svájc (3–3, h.u. 4–5) nyolcaddöntőnek.

##### 2020-as Európa-bajnokság
| Időpont          | Helyszín | Mérkőzés típusa | Mérkőzés                | Eredmény      |
| ---------------- | -------- | --------------- | ----------------------- | ------------- |
| 2021. június 17. | Bukarest | Csoportkör      | Ukrajna-Észak-Macedónia | 2–1           |
| 2021. június 22. | Glasgow  | Csoportkör      | Horvátország-Skócia     | 3–1           |
| 2021. június 28. | Bukarest | Nyolcaddöntő    | Franciaország-Svájc     | 3–3, (b. 4–5) |

#### Nemzetközi kupadöntők
Rapallini fújta a sípot a 2020-as Recopa Sudamericana döntőjének második mérkőzésén (Flamengo–Independiente del Valle (3–0)).

##### Recopa Sudamericana
| Időpont           | Helyszín       | Mérkőzés típusa | Mérkőzés                         | Eredmény |
| ----------------- | -------------- | --------------- | -------------------------------- | -------- |
| 2020. február 26. | Rio de Janeiro | Döntő           | Flamengo–Independiente del Valle | 3–0      |